# Arabia Saudyjska na Letnich Igrzyskach Olimpijskich 1992
Arabię Saudyjską na Letnich Igrzyskach Olimpijskich 1992 reprezentowało 9 zawodników, którymi byli wyłącznie mężczyźni. Był to piąty start reprezentacji Arabii Saudyjskiej na letnich igrzyskach olimpijskich.

## Reprezentanci

### Kolarstwo

#### Kolarstwo szosowe
| Zawodnik                                               | Konkurencja                | Czas      | Pozycja |
| ------------------------------------------------------ | -------------------------- | --------- | ------- |
| Medhadi Al-Dosari                                      | wyścig ze startu wspólnego | DNF       | DNF     |
| Saleh Al-Qobaissi                                      | wyścig ze startu wspólnego | DNF       | DNF     |
| Mohamed Al-Takroni                                     | wyścig ze startu wspólnego | DNF       | DNF     |
| Medhadi Al-Dosari Saleh Al-Qobaissi Mohamed Al-Takroni | jazda drużynowa na czas    | 2:35:30,0 | 26.     |

### Lekkoatletyka
Konkurencje biegowe
| Zawodnik           | Konkurencja           | Eliminacje | Eliminacje | Ćwierćfinał | Ćwierćfinał | Półfinał | Półfinał | Finał | Finał   |
| Zawodnik           | Konkurencja           | Wynik      | Miejsce    | Wynik       | Miejsce     | Wynik    | Miejsce  | Wynik | Miejsce |
| ------------------ | --------------------- | ---------- | ---------- | ----------- | ----------- | -------- | -------- | ----- | ------- |
| Mohammed al-Dosari | 3000 m z przeszkodami | 8:36,73    | 24. Q      | N/A         | N/A         | 8:36,38  | 18.      | NQ    | NQ      |

Konkurencje techniczne
| Zawodnik          | Konkurencja    | Kwalifikacje | Kwalifikacje | Finał | Finał   |
| Zawodnik          | Konkurencja    | Wynik        | Miejsce      | Wynik | Miejsce |
| ----------------- | -------------- | ------------ | ------------ | ----- | ------- |
| Khaled Al-Khalidi | rzut dyskiem   | 47,96        | 30.          | NQ    | NQ      |
| Khaled Al-Khalidi | pchnięcie kulą | 17,72        | 21.          | NQ    | NQ      |

### Pływanie
| Zawodnik         | Konkurencja             | Eliminacje | Eliminacje | Półfinał | Półfinał | Finał | Finał   |
| Zawodnik         | Konkurencja             | Czas       | Miejsce    | Czas     | Miejsce  | Czas  | Miejsce |
| ---------------- | ----------------------- | ---------- | ---------- | -------- | -------- | ----- | ------- |
| Hussein Al-Sadiq | 100 m stylem dowolnym   | 55,96      | 65.        | NQ       | NQ       | NQ    | NQ      |
| Hussein Al-Sadiq | 200 m stylem dowolnym   | 2:01,31    | 48.        | NQ       | NQ       | NQ    | NQ      |
| Hussein Al-Sadiq | 400 m stylem dowolnym   | 4:21,64    | 45.        | N/A      | N/A      | NQ    | NQ      |
| Hussein Al-Sadiq | 1500 m stylem dowolnym  | 17:15,75   | 30.        | N/A      | N/A      | NQ    | NQ      |
| Ziyad Kashmiri   | 100 m stylem motylkowym | 1:01,00    | 61.        | NQ       | NQ       | NQ    | NQ      |
| Ziyad Kashmiri   | 200 m stylem motylkowym | 2:21,59    | 45.        | NQ       | NQ       | NQ    | NQ      |

### Szermierka
| Zawodnik               | Konkurencja          | Faza grupowa                                                                     | Faza grupowa | Ćwierćfinał       | Ćwierćfinał | Półfinał          | Półfinał | Runda finałowa    | Runda finałowa | Pozycja |
| Zawodnik               | Konkurencja          | Przeciwnicy Wynik                                                                | Pozycja      | Przeciwnicy Wynik | Pozycja     | Przeciwnicy Wynik | Pozycja  | Przeciwnicy Wynik | Pozycja        | Pozycja |
| ---------------------- | -------------------- | -------------------------------------------------------------------------------- | ------------ | ----------------- | ----------- | ----------------- | -------- | ----------------- | -------------- | ------- |
| Jamil Mohamed Bubashit | szabla indywidualnie | Grigore P 0-5 Williams P 1-5 Kościelniakowski P 0-5 Lamour P 2-5 Kempenich P 0-5 | 5.           | NQ                | NQ          | NQ                | NQ       | NQ                | NQ             | NQ      |

### Tenis stołowy
| Zawodnik    | Konkurencja    | Faza grupowa     | Faza grupowa     | Faza grupowa     | Pozycja | 1/8              | Ćwierćfinał      | Półfinał         | Finał            | Finał   |
| Zawodnik    | Konkurencja    | Przeciwnik Wynik | Przeciwnik Wynik | Przeciwnik Wynik | Pozycja | Przeciwnik Wynik | Przeciwnik Wynik | Przeciwnik Wynik | Przeciwnik Wynik | Pozycja |
| ----------- | -------------- | ---------------- | ---------------- | ---------------- | ------- | ---------------- | ---------------- | ---------------- | ---------------- | ------- |
| Raed Hamdan | gra pojedyncza | Wang P 0-2       | Matsushita P 0-2 | Bankole P 1-2    | 4.      | NQ               | NQ               | NQ               | NQ               | NQ      |